# Psychoda plaesia
Psychoda plaesia är en tvåvingeart som beskrevs av Quate 1959. Psychoda plaesia ingår i släktet Psychoda och familjen fjärilsmyggor. Inga underarter finns listade i Catalogue of Life.